# 魯姆
魯姆是奧地利的城鎮，位於該國西部，毗鄰首府因斯布魯克，由提洛州負責管轄，面積8.6平方公里，海拔高度621米，2012年人口8,876。1611至1612年間，該鎮發生黑死病瘟疫。